# みんなの本棚

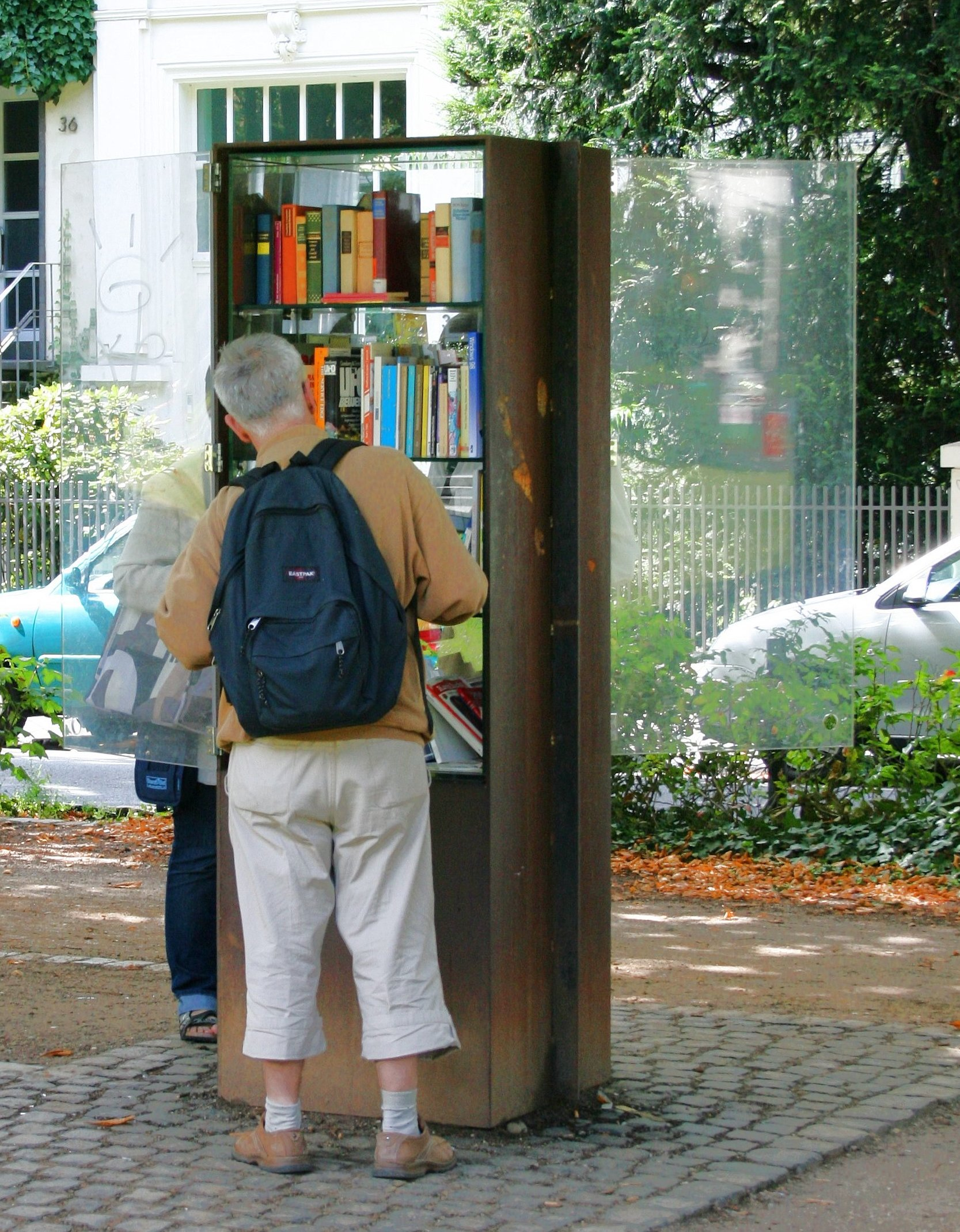
町に設置されているみんなの本棚, ボン, ドイツ (2008)

みんなの本棚（みんなのほんだな、英: public bookcase、独: öffentlicher Bücherschrank、シェアする本棚、路上の本棚、町の本棚、小さな図書館とも呼ばれる）は誰でも自由に本を交換したり、持ち寄ったりすることができる本棚である。一般的な図書館とは異なり事前の登録なしに利用できる。屋外にある本棚はいつでも使うことができるように風雨に強い設計になっている。公的施設や商業施設の中にある本棚にはより簡単な設計で利用時間が限られているものもある。

## 始まり
ブッククロッシングという活動と密接に関係していたため、初期の本棚の設置は芸術活動の一環としてみなされていた。 最初期の例としては二人組のパフォーマンスアーティストであるクレッグ&グットマンの1991年の制作があげられる。彼らが1990年代後半にドイツのダルムシュタットとハノーファーに設置した本棚は「無料青空図書館」（独: kostenlose Freiluft-Bibliothek）と呼ばれた。
2002年に、ボン・コミュニティ財団はTrixy Royeckがマインツでインテリアデザインを学んでいるときに応募した「屋外に、開かれた空間にある本」という企画に助成金を交付した。これ以降、このみんなの本棚という取り組みは広く真似されるようになった。 2010年には、オーストリアのウィーンでみんなの本棚が設置された。多くの喫茶店などが本棚を設置している、スイスのバーゼルでは2011年6月にみんなの本棚がお披露目された。
このように誰でも自由に利用できる本棚は様々な組織（個人、財団、ライオンズクラブ、市民団体など）によって（財政）管理されている。 利用者は本を借りたり、借りた本を返したりあるいは他の本と交換したりすることができる。

## 利用と受容
みんなの本棚が利用しやすい場所にあり、本が豊富であれば、すぐに多くの人に受け入れられる。荒らされることもあるが、本の管理に時間と労力をさいてくれるボランティアや世話人によって守られていることもある。

## 登録とマッピング
北米では扉のついた小さな本棚が多くの都市で一般的な光景となっている。それらの中には2009年に設立された小さな図書館という団体法人に登録されているものもある。
オーストラリアでは 「Street Library Australia」が同じように活動している。一方ヨーロッパでは多くのみんなの本棚は「Open Book Case」プロジェクトをつうじて登録されている。「オープンストリートマップ」プロジェクトにはみんなの本棚の場所を登録できるように作られたタグがある。
日本では2018年12月に東京都町田市で4か所からスタートした「きんじょの本棚」という個人の活動が全国に広まり200か所を数える。（2023年9月現在）きんじょの本棚は本棚が設置してある場所でなら、どこで借りて、どこで返してもいい”まちの本棚”である。

## ギャラリー

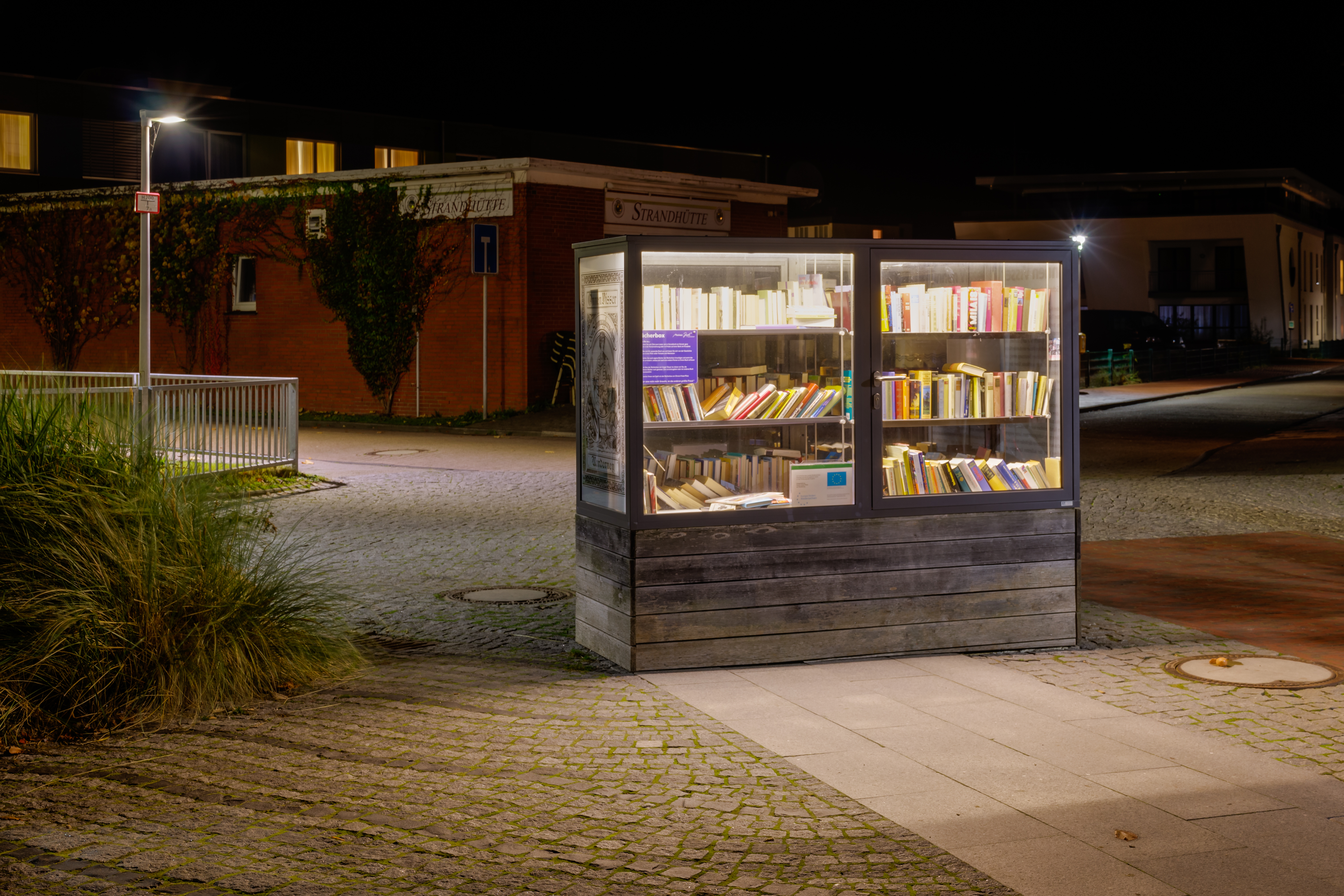
Bookcase at Onnen-Visser-Platz, Norderney, Lower Saxony, Germany
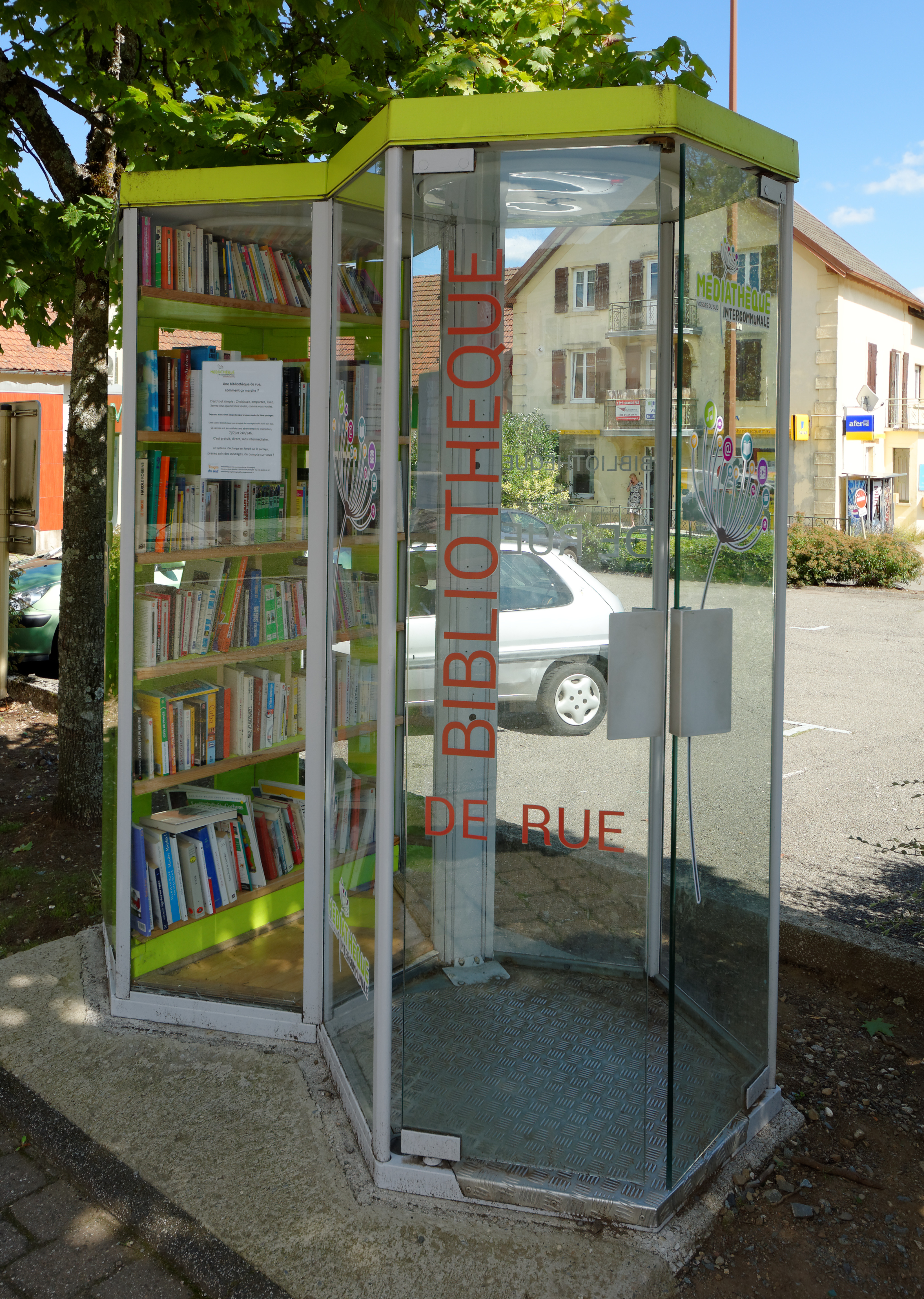
Street library, made with a telephone booth, in Giromagny, France
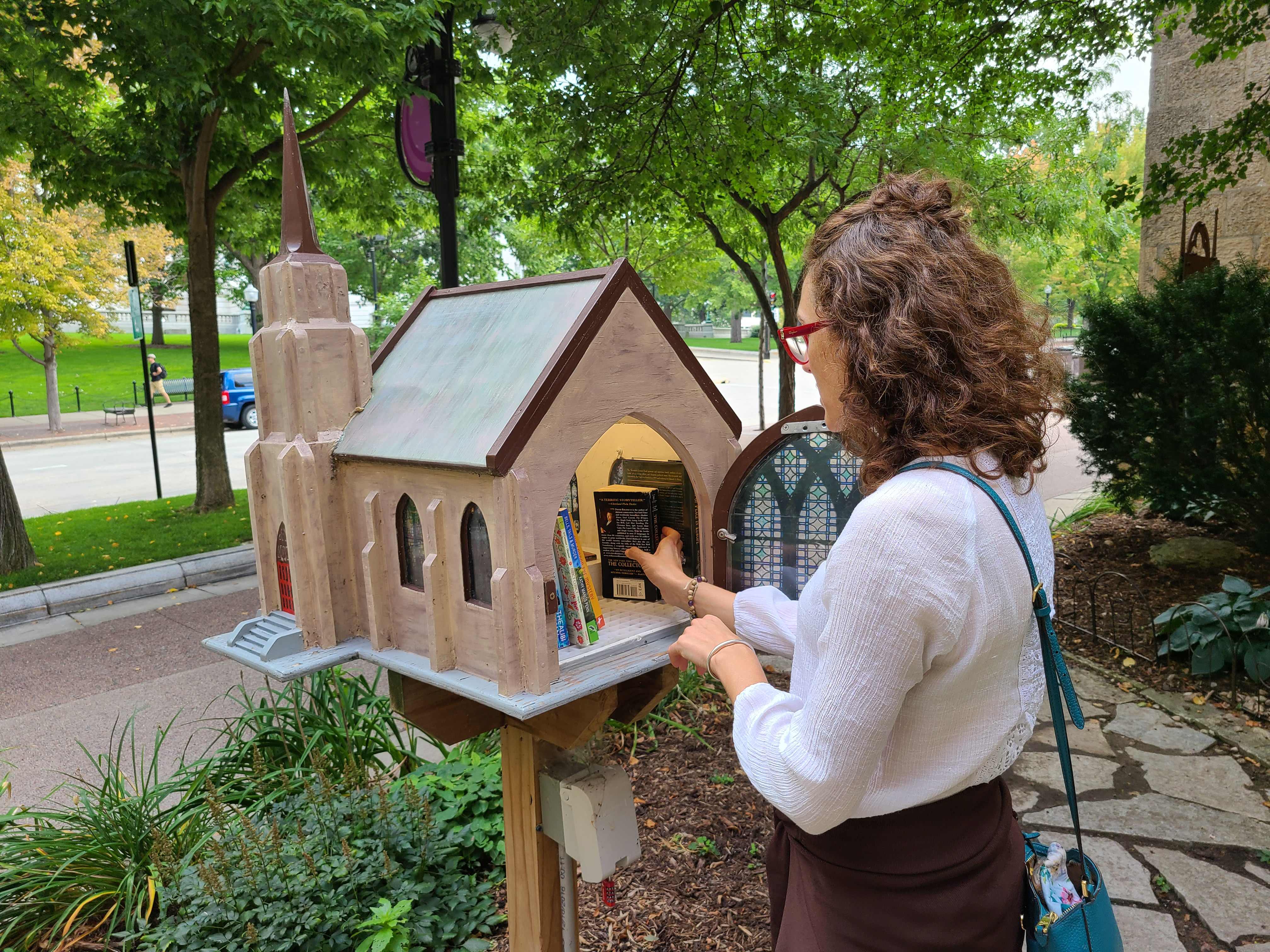
Public Bookcase outside of Grace Episcopal Church (Madison, Wisconsin)
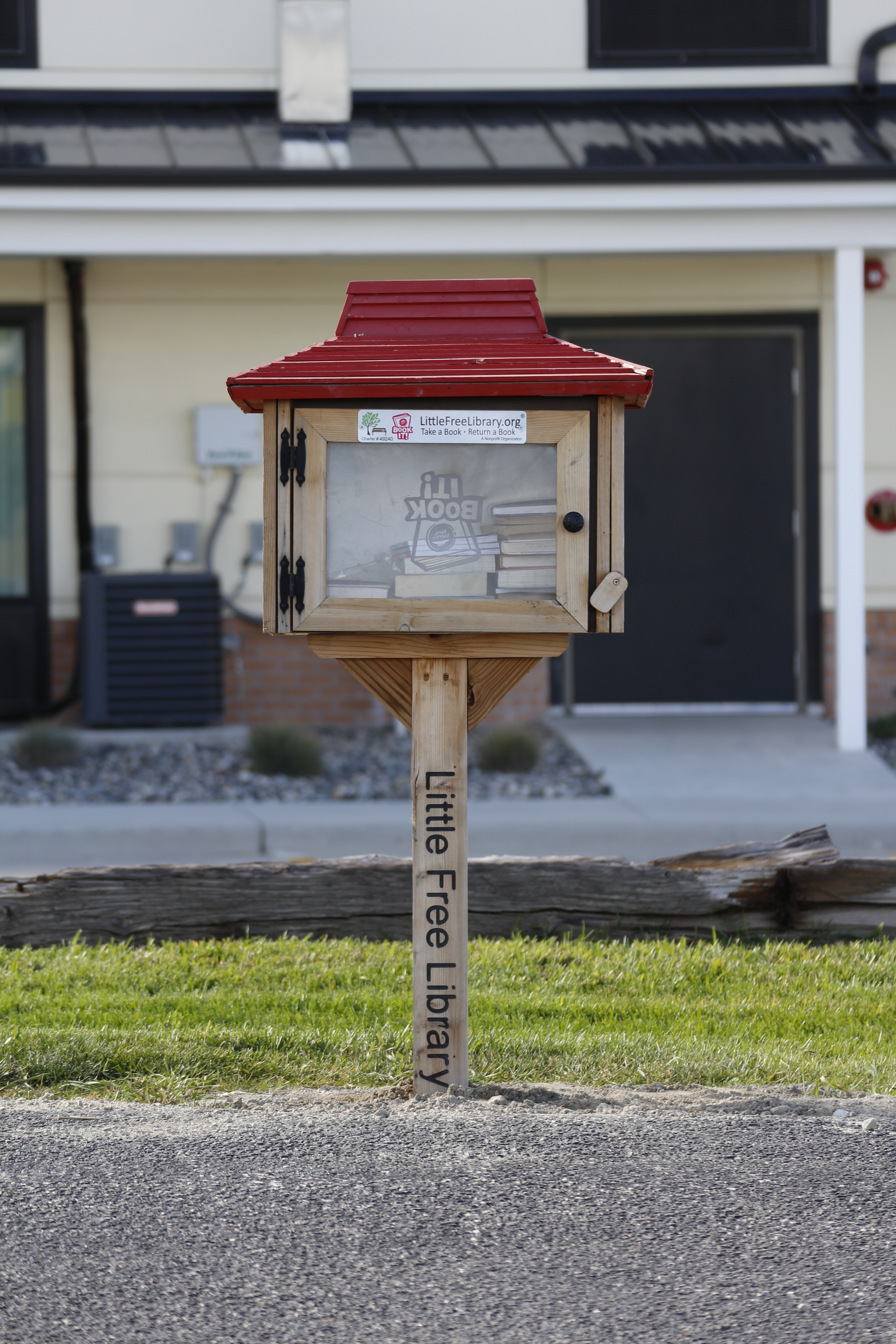
A Pizza Hut-themed Little Free Library in Gillette, Wyoming
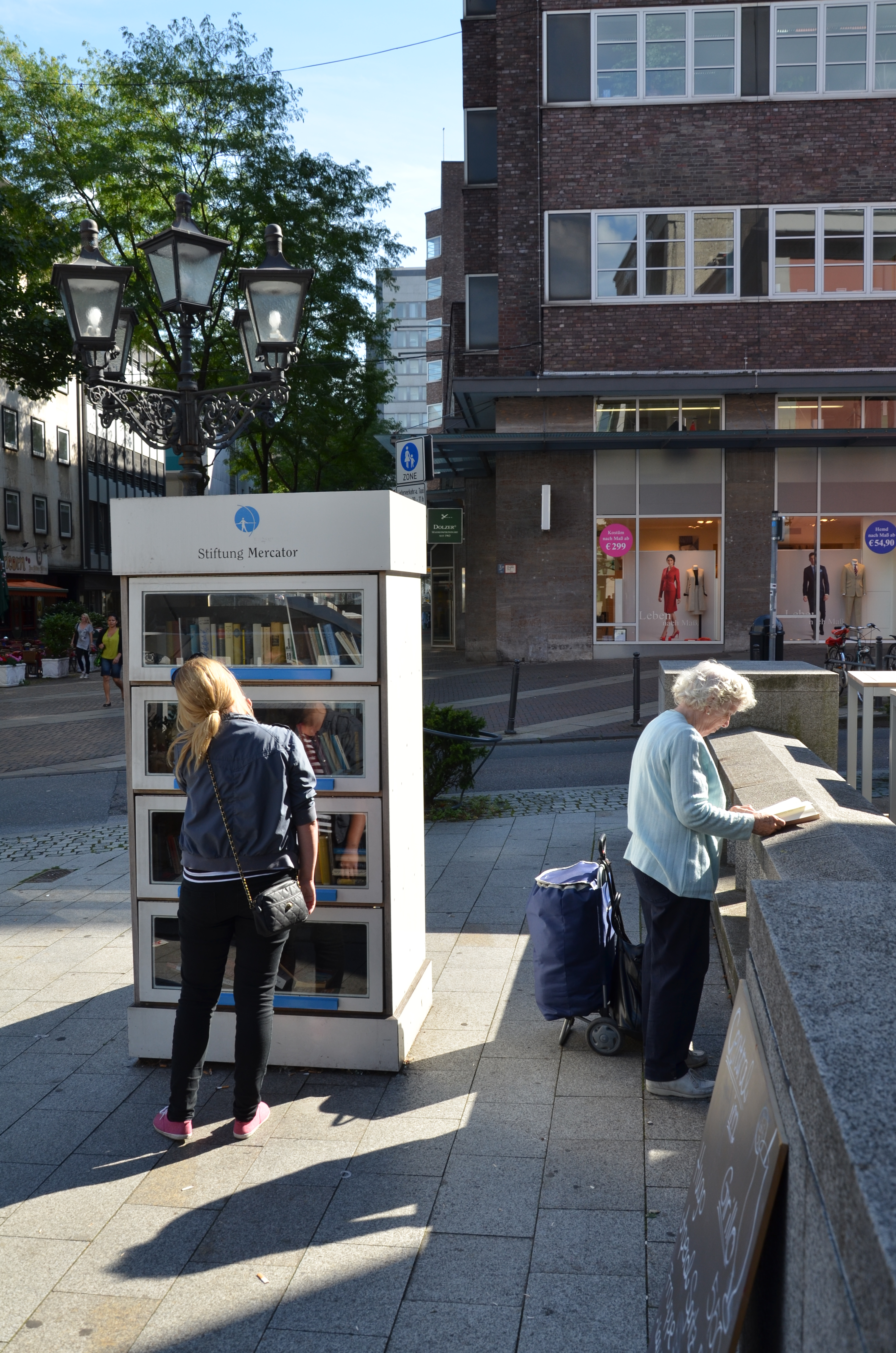
Browsing a public bookcase in Essen, Germany